# Вилхелм фон Крихинген
Вилхелм фон Крихинген (на немски: Wilhelm von Criechingen; * 1573; † 4 март 1610) е фрайхер на Крихинген (на френски: comté de Créhange), господар на Хомбург.
Той е син на фрайхер Вирих фон Крихинген († 15 юли 1587) и съпругата му графиня Антония фон Салм-Кирбург († 1587/1589), дъщеря на граф Йохан VII фон Салм, вилд- и Рейнграф цу Кирбург (1493 – 1531) и графиня Анна фон Изенбург-Бюдинген-Келстербах († 1551/1557).
Брат е на Кристоф († 1622/1623) и Петер Ернст I фон Крихинген(* 1547; † сл. 1607), гранд-маршал на Люксембург.

## Фамилия
Вилхелм се жени на 6 януари 1594 г. за графиня Маргарета Елизабет фон Щолберг (* ок. 1545; † 26/27 юни 1612), вдовица на граф Дитрих VI фон Мандершайд-Керпен (1538 – 1593), дъщеря на граф Лудвиг фон Щолберг и Валпурга Йохана фон Вид. Те нямат деца.